# Lonchophylla

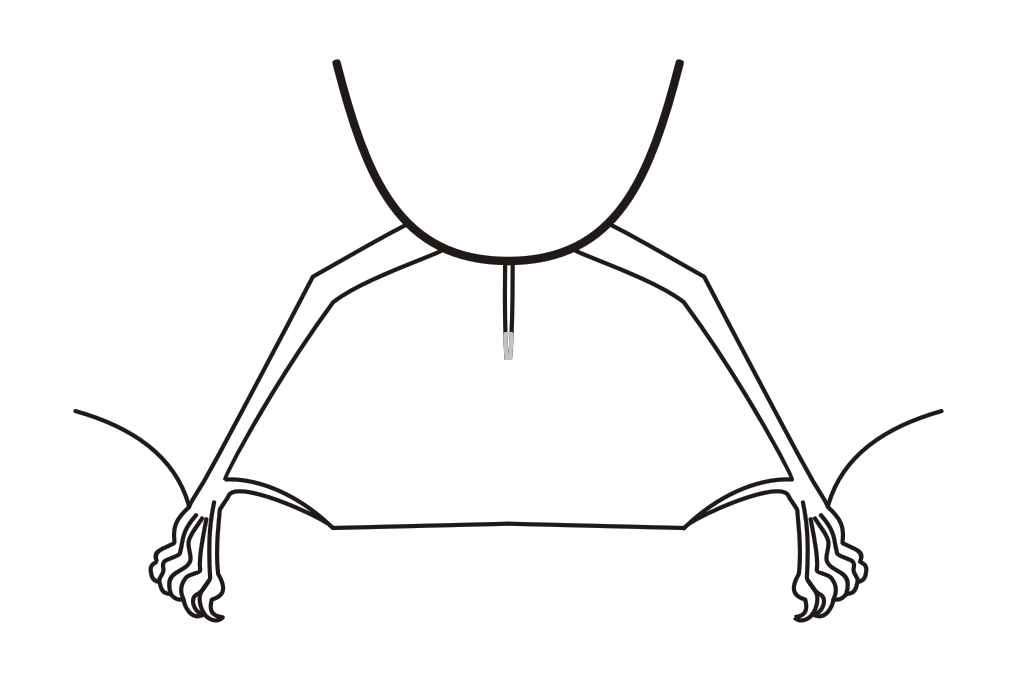
Illustrazione della parte posteriore di Lonchophylla

Lonchophylla (Thomas, 1903) è un genere di pipistrelli della famiglia dei Fillostomidi.

## Descrizione

### Dimensioni
Al genere Lonchophylla appartengono pipistrelli di piccole dimensioni, con lunghezza della testa e del corpo tra 45 e 65 mm e la lunghezza dell'avambraccio tra 30 e 48 mm.

### Caratteristiche craniche e dentarie
Il cranio presenta le arcate zigomatiche incomplete. Gli incisivi superiori interni sono circa il doppio di quelli esterni. Gli incisivi inferiori sono tricuspidati.
Sono caratterizzati dalla seguente formula dentaria:

### Aspetto
Le parti dorsali variano dal color ruggine al marrone scuro, mentre quelle ventrali sono più chiare. Il muso è stretto e allungato, mentre la lingua è estensibile e fornita all'estremità di papille setolose. La mandibola è leggermente più lunga della mascella. La foglia nasale è relativamente sviluppata lanceolata. Le orecchie sono di medie proporzioni, rotonde e ben separate tra loro. In alcune forme l'avambraccio è ricoperto di peli. Le membrane alari sono ampie ed attaccate posteriormente sulle caviglie. L'estremità della coda fuoriesce dalla superficie dorsale dell'ampio uropatagio, mentre il calcar è più corto del piede.

## Distribuzione
Il genere è diffuso in America Centrale e meridionale.

## Tassonomia
Il genere comprende 12 specie.
- Lonchophylla bokermanni
- Lonchophylla chocoana
- Lonchophylla dekeyseri
- Lonchophylla fornicata
- Lonchophylla handleyi
- Lonchophylla hesperia
- Lonchophylla inexpectata
- Lonchophylla mordax
- Lonchophylla orcesi
- Lonchophylla orienticollina
- Lonchophylla peracchii
- Lonchophylla robusta